# آلکسی ساندیکوف
آلکسی ایوانی ساندیکوف (ارمنی: Ալեքսեյ Իվանի Սանդիկով؛ زادهٔ ۲۳ ژوئیهٔ ۱۹۸۳) یک سیاستمدار اهل ارمنستان است که از تاریخ ۲۰۱۹ تا کنون سمت نمایندگی دوره‌های هفتم و هشتم مجلس ملی جمهوری ارمنستان را برعهده دارد.

## زندگی‌نامه
وی در ۲۳ ژوئیه ۱۹۸۳ در ایروان به دنیا آمد و از دانشگاه دولتی اقتصاد ارمنستان و hy:Հայ-ռուսական համալսարան فارغ‌التحصیل شد. 